# Лопское
Лопское — пресноводное озеро на территории городского поселения Зеленоборского Кандалакшского района Мурманской области.
Является частью Княжегубского водохранилища.

## Общие сведения
Площадь озера — 7,3 км², площадь водосборного бассейна — 2700 км². Располагается на высоте 37,2 метров над уровнем моря.
Форма озера лопастная, продолговатая: оно почти на шесть километров вытянуто с запада на восток. Берега изрезанные, каменисто-песчаные, преимущественно возвышенные, местами заболоченные.
Через Лопское течёт река Лопская, впадающая в озеро Пажма, являющееся частью Ковдозера. Через последнее протекает река Ковда, впадающая, в свою очередь, в Белое море.
В Лопское впадают несколько безымянных водотоков, несущих воды озёр:
- Верхнее Нигрозеро
- Габозеро
- Лариново
- Кангас
- Верхние Кичаны
- Средние Кичаны
- Нижние Кичаны

В озере расположено более полусотни безымянных островов различной площади, рассредоточенных по всей площади водоёма.
Населённые пункты и автодороги вблизи водоёма отсутствуют.
Код объекта в государственном водном реестре — 02020000611102000001785.